# 키아벤나
키아벤나(롬바르디아어: Ciavèna [tʃaˈʋɛna]; 라틴어: Clavenna; 로만슈어: Clavenna  또는 Claven; 독일어: Cläven 또는 Kleven)은 이탈리아 롬바르디아주 지역의 손드리오도에 있는 코무네이다. 알파인 발키아벤나 지역의 중심이다. 이 역사적인 도시는 치타슬로 운동의 일원이다.

## 지리
키아벤나는 밀라노에서 북쪽으로 약 100km, 손드리오에서 북서쪽으로 약 40km 떨어져 있다. 마을은 코모 호수에서 북쪽으로 약 16km 떨어진 메라강의 오른쪽 제방에 위치하고 있다. 강 코스는 동쪽의 발브레가글리아와 카스타세냐의 스위스 국경까지 이어진다. 북쪽에서 벨르 슬루가는 스플루가 고개까지 그리고 그라우뷘덴주의 쿠어까지 이어지는 도로이다.
키아벤나는 메세, 피우로, 프라타 캄포르타치오, 산 자코모 필리포와 접해 있다.
키아벤나의 지자체에는 캄페델로, 로레토, 피아나촐라 및 산 카를로가 포함되어 있다. 2004년 12월 31일 기준으로 인구는 7,263명, 면적은 11.1km이다.

## 역사

### 고대
키아벤나라는 이름은 어원학에 의해 북부 이탈리아와 힌터라인강 계곡 사이의 산길에서 중추적인 위치를 언급하는 clavis (영어: key)에서 파생된 것으로 여겨지며, 실제로는 훨씬 더 오래된 이전 라틴어(아마도 리구리아어 및 확실히 비켈트어) etymon klava, ‘산 경사에서 떨어진 바위’를 의미한다. 로마 시대에 클라베나는 기원전 16년에 아우구스투스 황제가 알프스 원정을 하는 동안 정복했으며, 실제로는 라이티아에 빈델리시아 지방의 한 마을이었지만, 실제로는 이탈리아(시살피니 갈리아) 쪽 알파인 산맥에 위치해 있으며, 발레 스플루가 입구에 있는 라쿠스 라리우스(현재의 코모 호수)의 상부 북쪽에 있다.
로마인들은 클라베나에서 두 개의 중요한 도로를 건설했다. 또 다른 하나는 클라벤나에서 분리되어 발브레아글리아(발키아벤나)와 젭티머 고개를 가로질러 쿠리아(현대의 쿠어)로 이어지는 보다 순환적인 경로를 통해 이전 도로와 다시 합류했다. 이 통로는 이미 로마 군단의 보급로로서 중요한 역할을 했다. 총사령관 스틸리코가 한겨울에 알프스를 넘은 것은 클라우디아누스
(320–358)의 위업이었다.

### 중세
서로마 제국이 멸망한 후 이 도시는 이탈리아 동고트 왕국의 북쪽 경계가 되었다. 클라벤나는 6세기 중반에 유스티니아누스 대제의 통치 기간에 비잔틴 제국이 탈환한 이탈리아 영토에 속했으며, 7세기까지 롬바르디아 왕국의 함락을 피했다. 클라벤나는 주변 지역의 주요 도시이자 현대적인 도시인 키아벤나와 마찬가지로 두 개의 통행로가 교차하는 지정학적 위치로 어느 정도 중요성을 확보했다.
동프랑크 왕국의 왕 오토 1세가 951년 10월 이탈리아의 아델레이드 왕비와 결혼하여 베렝가르 2세에 대항하는 캠페인을 벌였을 때, 그는 발 브레가글리아와 젭티머 고개에 대한 통제권을 쿠어의 주교관에, 코모의 주교들이 빌라에서 남서부의 키아벤나까지(현재 이탈리아-스위스 국경에 해당) 인접 영지를 소유하게 되었다. 961년 오토왕은 이듬해 신성 로마 제국의 황제로 즉위하기 위해 로마로 가는 길에 젭티머 도로를 따라 알프스를 횡단했다. 키아벤나의 시민들은 1030년에 코모 주교들로부터 도시 특권을 받았다.
키아벤나는 한때 중요한 전략적 요지였던 폐허가 된 성이 있으며, 고트족 시대부터 이 지역이 쿠어의 주교에게 넘겨진 1194년까지 계곡을 통치했던 백작들의 자리였다. 중세 시대에 카스텔로는 북쪽과 동쪽의 알파인 고개를 통제하는 지역 백작의 거주지로 사용되었다. 호펜스타우펜 황제 프리드리히 바르바로사는 1163/64년 이탈리아 전역에서 젭티머 고개를 처음 건넜다. 1176년 그는 키아벤나에서 그의 사촌인 색슨 공작 하인리히 사자공을 만났다. 그는 롬바르디아 동맹의 도시에 대한 하인리히의 도움을 간청하기 위해 무릎을 꿇었다고 주장한다. 그러나 공작은 거절했다. 2년 후, 쿠어 주교의 군대는 알프스산맥을 넘어 발 브레가글리아로 진격했고, 1194년에는 키아벤나가 슈바벤 공국의 상부 라이티아 영토에 통합되었다.
남동쪽에 인접한 발텔리나 계곡이 있는 이 도시는 1335년에 쿠어 주교로부터 밀라노의 비스콘티 영주에 의해 인수되었다.

## 근현대
15세기 초반부터 구스위스 연방의 고산 횡단 작전 기간 동안, 키아벤나는 삼동맹의 군대에 의해 통제되었고, 비스콘티를 계승한 밀라노의 공작 스포르차와 싸웠다. 1486년 그들은 키아벤나를 불태웠다. 2년 후, 루도비코 스포르차는 도시를 요새화했다. 그럼에도 불구하고 키아벤나는 캉브레 동맹 전쟁 동안 동맹군에게 정복당했고, 1513년 노바라 전투에서 루이 12세의 프랑스군을 물리치고 구스위스 연방과 동맹을 맺었다. 발텔리나 및 보르미오 (Worms)와 함께 키아벤나 영지는 삼동맹이 관리하는 영지가 되었다. 1542년에 최초의 개신교 본당이 생겼다. 그 후 키아벤나는 종교 개혁의 중심지가 되었고 이탈리아 땅에서 온 수많은 종교 난민이 이곳에 정착했으며, 그 중에는 카밀로 레나토, 베르나르디노 오치노, 제롬 잔키우스와 같은 저명한 신학자들이 있었다.
30년 전쟁 중 1620~39년 뷘트너 비렌 동안 일시적으로 상실되었지만, 키아벤나에 대한 삼동맹의 통치는 실제로 1797년까지 지속되었으며, 이때 프랑스 혁명군이 키아벤나를 치살피나 공화국으로 병합하여 빠르게 레그노 디탈리아로 승격되었다. 총독(왕은 나폴레옹 보나파르트 자신임) 역의 외젠 드 로이히텐베르크 공작. 따라서 이웃한 보르미오나 발텔리나 계곡과 함께 삼동맹의 자유국(현대의 그리종, 독일어 : 그라우뷘덴)으로서 스위스 연방의 일부를 형성하지 않았다.) 나폴레옹이 훨씬 나중에 정복할 때까지 스위스의 일부가 아니었다. 발텔리나 총독 시절부터 키아벤나에 앵글로-스위스 백작 피터 드 살리스(Peter de Salis, 1738~1807)의 동상이 오늘날까지 있다.
나폴레옹이 몰락한 후 1815년부터 1859년까지 키아벤나와 롬바르디아와 베네토 전체는 합스부르크 가문을 연결하기 위해 항상 오스트리아에서 밀라노로 가는 통로의 통제를 원했던 합스부르크 가문으로 넘어갔다. 롬바르디아-베네시아 왕국의 호황기에 곳곳에 초등학교가 생겨 가정부 교육을 의무화했다. 다른 이탈리아 지방의 여성보다 훨씬 이전에 이탈리아에서 처음으로 알파벳순으로 표기된 롬바르디아와 베네치아 여성. 오스트리아 행정부는 대담한 현대적인 루트(Spluga, Stelvio)를 건설하고 병원을 만들고 밀라노의 의료 수준을 당시 최고 수준으로 끌어올렸다. 키아벤나 시민은 인스부르크, 비엔나, 프라하, 부다페스트 대학에서 공부할 수 있다. 그는 제국 군대에 복무하고, 장교가 되고, 상급 행정에 들어가 고귀한 사람이 될 수 있었다. 사바우디안 레뇨 디탈리아가 선포된 후 키아벤나는 롬바르디아의 나머지 지역을 따랐다.